# Leptodactylus troglodytes
Leptodactylus troglodytes é uma espécie de anfíbio  da família Leptodactylidae endemica do Brasil. Os seus habitats naturais são: florestas secas tropicais ou subtropicais , savanas áridas, savanas húmidas, matagal árido tropical ou subtropical, campos de gramíneas subtropicais ou tropicais secos de baixa altitude, marismas intermitentes de água doce, costas arenosas, terras aráveis e pastagens. Apesar de ser caracterizada como uma espécie pouco preocupante pela IUCN,  Leptodactylus troglodytes tem como suas principais ameaças são a perda de habitat.